# Kapitan Phillips
Kapitan Phillips (ang. Captain Phillips) – amerykański dramat z 2013 roku w reżyserii Paula Greengrassa, oparty na prawdziwej historii, wyprodukowany przez Columbia Pictures. Światowa premiera filmu miała miejsce 11 października 2013 roku. W Polsce premiera filmu odbyła się 8 listopada 2013 roku.

## Fabuła
Akcja filmu rozgrywa się w roku 2009. Richard Phillips (Tom Hanks) obejmuje dowództwo na amerykańskim kontenerowcu płynącym do Kenii. Kiedy MV Maersk Alabama przepływa w pobliżu wybrzeży Somalii, piraci wdzierają się na pokład. Kapitan próbuje wszelkich środków, by ocalić marynarzy.

## Obsada
- Tom Hanks – Richard Phillips, kapitan MV Maersk Alabama
- Catherine Keener – Andrea Phillips
- Barkhad Abdi – Abduwali Muse
- Barkhad Abdirahman – Bilal
- Faysal Ahmed – Najee
- Mahat M. Ali – Elmi
- Michael Chernus – Shane Murphy
- David Warshofsky – Mike Perry
- Corey Johnson – Ken Quinn
- Chris Mulkey – John Cronan
- Louis Mahoney – Ethan Stoll, członek załogi Maersk Alabama

## Zdjęcia
Zdjęcia do filmu realizowane były na terenie Malty, Maroka, Anglii i amerykańskich stanów Massachusetts i Wirginia.